# Robert de Cotte

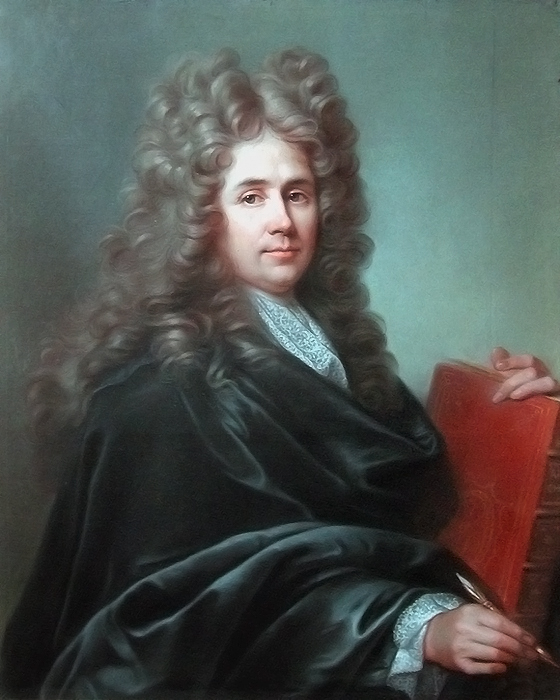
Robert de Cotte, um 1701

Robert de Cotte (* 1656 in Paris; † 15. Juli 1735 in Passy bei Paris) war ein französischer Baumeister, Hofbaumeister und Innenausstatter. Er gilt als bedeutendster französischer Baumeister des frühen Rokoko.

## Leben
Ab 1672 arbeitete er für den französischen König Ludwig XIV. Während seiner Tätigkeit als architecte ordinaire, von 1685 bis 1689 an der Seite seines Schwagers Jules Hardouin-Mansart (1646–1708), wurde er 1687 in die Académie royale d’architecture aufgenommen. Nach Studienaufenthalten in Italien wurde er 1689 Hofbaumeister, 1702 in den Adelsstand erhoben und folgte 1708, im Alter von 52 Jahren, nach dem Tod Hardouin-Mansarts diesem im Amt des Premier architecte du Roi (Erster Architekt des Königs). Im gleichen Jahr wurde er zum Direktor der Académie d’architecture erhoben.
Er vollendete Hardouin-Mansarts Werke, unter anderem die Palastkapelle des Schlosses von Versailles und war an nahezu allen großen Kirchen- und Schlossbauten seiner Zeit beteiligt.
Robert de Cotte starb im Alter von 79 Jahren und wurde in der Pfarrkirche Saint-Germain-l’Auxerrois bestattet.

## Werk
De Cotte war ein sehr bedeutender und berühmter Baumeister, der – obwohl er Paris selten verließ – in ganz Europa zu Ruhm kam und von vielen europäischen Architekten, wie beispielsweise von Johann Balthasar Neumann für die Residenz in Würzburg (1723) und Schloss Poppelsdorf zu Rate gezogen wurde. Er war gleichzeitig ein großartiger Innenarchitekt. Seine Bauten wurden sowohl für ihren Stil als auch für ihre Ausstattung gepriesen.
1715 baute er in Bonn an der Stelle der zerstörten Wasserburg Poppelsdorf ein Schloss, bis der Bau nach dem Tod von Joseph Clemens von Bayern 1723 eingestellt wurde. Ebenfalls 1715 baute de Cotte an dem von Enrico Zuccalli begonnenen und liegen gebliebenen Bau des Bonner Residenzschlosses weiter und vervollständigte den Bau durch eigene Pläne.
Eines seiner großen und auch eines seiner letzten Werke war das Palais Thurn und Taxis (1729–1734) in Frankfurt am Main, für das er die Pläne lieferte. Etwa zur gleichen Zeit entstand der erzbischöfliche Palast in Straßburg (Palais Rohan).

## Werkauswahl
- 1687: Galerie des Schlosses Grand Trianon, Versailles
- 1699: Ausstattung des Chors der Kathedrale Notre-Dame de Paris
- 1699: Hôtel de Bourvallais, n° 13 Place Vendôme für Josephe-Guillaume de Vieuxville, Maître des requêtes, heute Justizministerium
- 1708–1710: Vollendung der Palastkapelle des Schlosses von Versailles
- 1710: Hôtel de Lude, rue Saint-Dominique, Paris
- 1710: Hôtel d’Estrées, n° 79 rue de Grenelle, Paris
- 1713–1716: Hôtel du Maine, n° 25 Quai Anatole France, Gärten 1/3 Quai Anatole France, Paris für Louis-Auguste de Bourbon, duc du Maine, legitimierter Sohn Ludwigs XIV., de Cotte baute gemeinsam mit Antoine Mazin und Armand-Claude Mollet. Zerstört. In anderen Quellen wird das Datum mit 1716 bis 1726 angegeben.
- 17??: Hôtel de Mailly-Nesle, Ecke Quai Anatole France/rue du Bac (zerstört und durch die Caisse des dépôts et consignations ersetzt). De Cotte baute auf diesem Gelände mehrere Hôtels particuliers, darunter das Hôtel du Maine und vermutlich sein eigenes.
- 1714: Pläne für den Platz Bellecourt, Lyon (von 1721 bis 1738 durchgeführt)
- 1715: Umbau des Hôtel de La Vrillière, rue de La Vrillière, Paris, für Louis-Alexandre de Bourbon, comte de Toulouse, legitimierter Sohn Ludwigs XIV.
- 1715: Residenzschloss, Bonn (zerstört)
- 1715: Poppelsdorfer Schloss, Bonn
- 1717: Hôtel de Bourbon (1717)
- ????: Fontaine de la Samaritaine auf dem Pont Neuf, Paris (zerstört)
- 1719: Fontaine für die Speisung des Palais Royal, Paris
- 1719–1720: Bischofspalast, Châlons-sur-Marne
- 1724: Bischofspalast, Verdun
- 1728–1739: Turm und Fassade der Pfarrkirche Saint-Roch, Paris
- 1731–1742: Bischofspalast (Palais Rohan) in Straßburg
- 1732–1741: Pläne für das Palais Thurn und Taxis in Frankfurt am Main

Entwürfe:
- Schloss Schleißheim bei München (de Cotte legte um 1719 21 Entwürfe vor, mit dem Bau betraut wurde Joseph Effner)
- Schloss Augustusburg in Brühl
- Schloss Rivoli, en Italie (Entwurf)
- Jagdpavillon bei Turin (Entwurf)